# Шебрле, Роман
Ро́ман Ше́брле (чеш. Roman Šebrle [ˈroman ˈʃɛbrlɛ]; род. 26 ноября 1974 года, Ланшкроун, Чехословакия) —  чешский легкоатлет, выступавший в десятиборье и семиборье, олимпийский чемпион и трёхкратный чемпион мира (дважды в закрытых помещениях в семиборье и один раз на открытой арене). Стал первым десятиборцем, преодолевшим рубеж в 9000 очков, установив новый мировой рекорд (9026 очков). Результат Шебрле остаётся третьим в истории десятиборья и действующим рекордом Чехии.

## Спортивная карьера

### Начало
Когда Роману было шесть лет, он начал играть в футбол, но после полученной им в 1987 году серьёзной травмы он перешёл в лёгкую атлетику.
Впервые участвовал в соревнованиях десятиборцев в 1991 году в Тиниште-над-Орлици, заработав 5 187 очков. Под совету своего тренера Йиржи Чехака Шебрле в 1992 году вступил в легкоатлетический клуб в Пардубице. Тренируясь там, он улучшил свой личный лучший результат до 7 642 очков.

### TJ Dukla Praha
Роман, начиная с 1995 года, два года служил в чешской армии. Во время службы он вступил в армейский спортивный клуб TJ Dukla Praha, где его тренером стал Йиржи Вана.
В 1996 году Шебрле впервые в карьере достиг 8 000 очков, набрав 8 210 на соревнованиях в Праге. Первой большой победой для него стало золото Универсиады в 1997 году на Сицилии. Уже через два года, на мировом первенстве в закрытом помещении 1999 года, проходившем в японском Маэбаси, Роман взял бронзовую медаль. Годом позже он стал серебряным призёром чемпионата Европы в залах.

### Достижения
Успешными для Романа стали Олимпийские игры в Сиднее в 2000 году, где он стал вторым, уступив победителю, эстонскому десятиборцу Эрки Ноолу, лишь 35 очков.
В марте 2001 года он стал победителем чемпионата мира в помещении, а в мае установил новый мировой рекорд, преодолев первым и единственным из всех десятиборцев отметку в 9 000 очков. Однако на летнем чемпионате мира того же года Шеберле из-за травмы финишировал лишь десятым. В 2002 году он выиграл оба европейских первенства.
В 2004 году в Афинах он стал чемпионом Олимпийских игр, набрав 8 893 очка и побив тем самым олимпийский рекорд британца Дейли Томпсона, установленный в 1984 году в Лос-Анджелесе. После победы в столице Греции министр обороны Чехии повысил Шебрле до звания майора.

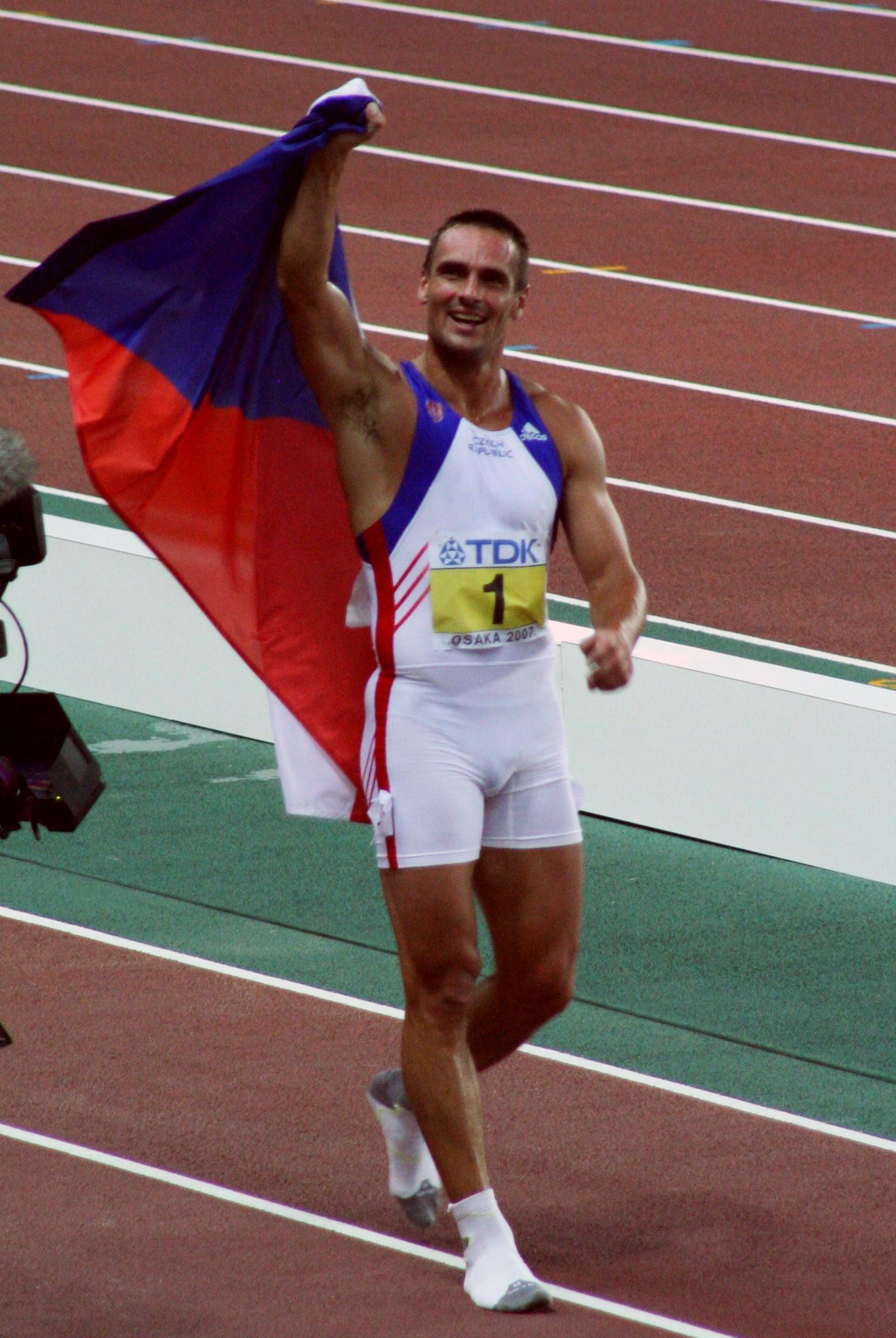
Роман Шебрле (Осака 2007)

Лучшими результатами Романа на чемпионатах мира стало «золото» 2007 года (в Осаке) и серебряные медали 2003 и 2005 годов. (в Париже и в Хельсинки). Он также преуспел на первенствах мира в закрытых помещениях, став двукратным чемпионом мира (в 2001 году в Эдмонтоне, в 2004 в Будапеште) и трёхкратным бронзовым призёром мировых первенств в залах (в 1999 году в Маэбаси, в 2003 в Бирмингеме и в 2006 году в Москве) в семиборье.
В 2005 году он выиграл соревнования семиборцев на чемпионате Европы в помещении, в 2006 во второй раз стал первым среди десятиборцев на первенстве Европы, в 2007 году он завоевал третью золотую награду чемпионата Европы в залах.
В 2008 году на Олимпиаде в Пекине Роман занял 6-е место, уступив победителю, американцу Брайану Клэю, более 500 очков. На чемпионате мира 2009 года Шебрле стал лишь 11-м, набрав 8266 очков.
Шебрле — единственный десятиборец, у которого в 40 соревнованиях было более 8000 очков, и в 20 — более 8500 (на октябрь 2007) Роман также становился лучшим легкоатлетом Чехии пять раз подряд (2001—2006), а в 2004 году был выбран лучшим спортсменом Чешской Республики.

## Результаты на крупнейших соревнованиях

### Олимпийские игры
| Олимпийские игры | Десятиборье |
| ---------------- | ----------- |
| 2000 Сидней      | 2 (8606)    |
| 2004 Афины       | 1 (8893)    |
| 2008 Пекин       | 5 (8241)    |
| 2012 Лондон      | DNF (—)     |

### Чемпионаты мира
| Чемпионат мира | Десятиборье |
| -------------- | ----------- |
| 1997 Афины     | 9 (8232)    |
| 1999 Севилья   | DNF (—)     |
| 2001 Эдмонтон  | 10 (8174)   |
| 2003 Париж     | 2 (8634)    |
| 2005 Хельсинки | 2 (8521)    |
| 2007 Осака     | 1 (8676)    |
| 2009 Берлин    | 10 (8266)   |
| 2011 Тэгу      | 13 (8069)   |